# Посёлок при 9 шлюзе ББК
Посёлок при 9 шлю́зе ББК — посёлок в составе Повенецкого городского поселения Медвежьегорского района Республики Карелия.

## Общие сведения
Расположен при 9-м шлюзе Беломорско-Балтийского канала, на берегах озёр Телекина и Тороса.
В посёлке сохраняется памятник истории — Братская могила советских воинов, погибших в годы Великой Отечественной войны. В могиле захоронено более 200 воинов 32-й армии Карельского фронта. В 1961 году на могиле была установлена скульптура женщины с ребёнком.

## Население
| 2002 | 2009 | 2010 | 2013 |
| ---- | ---- | ---- | ---- |
| 59   | ↘50  | ↘43  | ↘32  |